# Sybra tonkinensis
Sybra tonkinensis là một loài bọ cánh cứng trong họ Cerambycidae.